# Roulement de tambour
 (février 2018).
Si vous disposez d'ouvrages ou d'articles de référence ou si vous connaissez des sites web de qualité traitant du thème abordé ici, merci de compléter l'article en donnant les références utiles à sa vérifiabilité et en les liant à la section « Notes et références ».
Un roulement de tambour est un signal sonore produit par la frappe rapide et continue de baguettes sur un tambour. Il est notamment utilisé dans le monde du spectacle vivant, par exemple au cirque, où il sert à indiquer que va s'accomplir une figure particulièrement difficile ou impressionnante. Le roulement s'arrête généralement avec le début de cette figure qui, si elle est finalement réussie, sera souvent ponctuée d'un coup de cymbales. D'une façon générale, un roulement de tambour est une façon d'ajouter à la solennité d'un acte qu'il précède.